# 樊姬

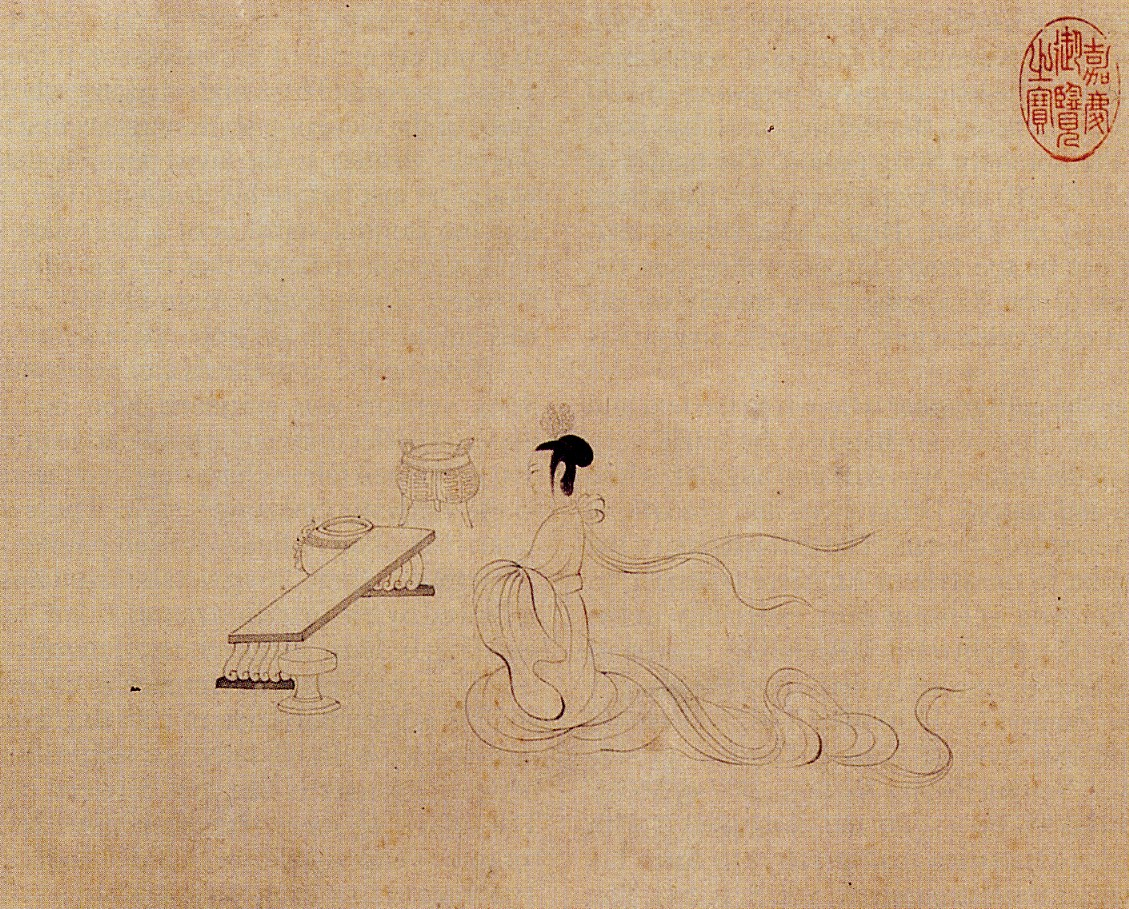
場景二（範夫人）宋代故宮博物院《諫書圖》摹本，顧愷之作

樊姬（?—?），春秋時期楚庄王的寵妃，樊国国君之女。
楚庄王喜欢狩猎，樊姬多次劝谏。但是，楚庄王狩猎如故，樊姬因此不吃猎获的兽肉，楚庄王于是减少狩猎勤于政事。樊姬对楚庄王说起贤者，认为虞丘子虽贤不忠，未曾向楚庄王进贤和斥退不肖之人。于是虞丘子推荐孙叔敖担任令尹。楚国大治，楚庄王称霸。
《左传》记载前564年（鲁襄公十年、楚共王二十七年）十二月，楚共王的母亲楚庄夫人去世，楚共王正在进攻郑国，得知母亲去世，楚共王没有使郑国屈服，就率军回国。没有资料证明《左传》记载的楚庄夫人与《列女传》记载的樊姬是否为同一人物。